# Lajčo Budanović
Lajčo Budanović (tudi Ljudevit oziroma Lajos), hrvaški Bunjevec, duhovnik in katoliški škof v Subotici, * 27. marec 1873, Bajmok (Avstro-Ogrska) † 16. marec 1958, Subotica (Jugoslavija; danes Srbija)
Lajčo Budanović (1873-1958) je bil apostolski upravitelj v Subotici 1927-1958.

## Življenjepis

### Poreklo in šolanje
Lajčo (tudi Ljudevit, Lajos) Budanović se je rodil 27. marca 1873 v Bajmoku v severni Bački (Vojvodina, danes Srbija); oče je bil zemljoposestnik Albo, mati pa Đula, rojena Dulić. Po materini strani je tako vnuk Đena Dulića, prvega predsednika Ljudske posojilnice (Pučke kasine); nadalje je mrzli stric Béla Duráncija.
Štiri razrede ljudske šole je Lajčo končal v Bajmoku, nižjo gimnazijo v Subotici, višjo gimnazijo pa v Kaloči, na Jezuitski Gimnaziji sv. Štefana. Bogoslovne študije je končal v kaloškem bogoslovnem semenišču, a duhovniško posvečenje mu je podelil 24. junija 1897 nadškof Császka. Z lahkoto in rad je govoril vse tri najvažnejše vojvodinske jezike, ki so bili obvezni tako za državne kot cerkvene uslužbence: nemščino, madžarščino in hrvaščino oziroma srbščino. Poleg tega je obvladal tudi klasične jezike kot latinščino in grščino; vrh vsega je govoril in pisal tudi v svojem materinskem ikavskem bunjevskem narečju.

### Cerkvene službe
Budanović je bil kaplan v Hercegszántu (Santovem) (1897), Katymárju (Kaćmar) (1897/98), 
Subotici (1898–1902), Novem Sadu (1902–10), Somborju (1910), nato pa v Baji (1911). 26. julija 1912 je bil imenovan za župnika v šokovski vasi Bačkem bregu (Béreg) (1912-1919). Kljub temu, da so mu nekateri očitali madžaronstvo, "češ da noče v cirilici napisanega pisma niti pogledati", je postal 12. januarja 1920 župnik pri Cerkvi sv. Terezije Avilske v Subotici (1920-1923). V sovražnem tonu je njegovi izvolitvi nasprotoval tudi liberalni dnevnik „Zastava“  Če bi to držalo, ga ne bi ravno madžarske zasedbene oblasti med Drugo svetovno vojno internirale v daljno Budimpešto!

#### Župnik v Subotici
Izredno zanimivo je prebirati poročila o poteku seje, ko je moral patron (subotiška občina) potrjevati župnika svojega patronata oziroma nadarbine. Seja razširjenega senata in ljudskega odbora Subotice je bila v Mestni hiši 12., zapisnik pa je bil potrjen 15. januarja 1920. Obravnavali so le eno, toda pomembno točko – predlog za izvolitev Lajča Budanovića za župnika župnije svete Terezije!  
| Prestavka gradskog Senata o popunjenju mjesta paroha parohije crkve svete Terezije u Subotici. | Predlog Mestnega senata o zapolnitvi mesta župnika župnije pri cerkvi sv. Terezije v Subotici. |
| --- | --- |
| Pošto je gradski Senat od nadležne crkvene vlasti koju za sada po informacijama dobivenim od nadležne strane i naša vlada u čisto crkvenim pitanjima priznaje, izvešćen, da je u našoj najvećoj parohiji svete Terezije mjesto paroha i vođe iste plebanije upražnjeno nama kao patronatu dužnost je da izbegnemo bezglavost tj. anarhiju na istoj plebaniji da zamolimo nadležnu crkvenu vlast da ovoj anarhiji kraj načini. Posle ostavke bivšeg parocha najveći nered vlada u istoj parochiji i da se ovaj nered spriječi, dužnost nam je, kao patronatu, da zamolimo nadležnu crkvenu vlast, da na naš predlog postavi na čelo te plebanije ovoga čovjeka, koji našim davnašnjim željama i nadležnim crkvenim vlastima u potpunosti odgovara i kao čovjek i kao svećećik, zato se predlaže proširenom senatu, Lajčo Budanović, veliki rodoljub i uzor svećenik na ovo mjesto, da istoga svećenika preporuči i predloži nadležnoj crkvenoj vlasti radi potvrđenja. Nakon toga je govorio i Blaško Rajić koji podržava takav predlog u ime bunjevačkog naroda. Usledili su povici “živio”, a sve to slušao je i pratio i sam Budanović. Ali bilo je glasova protiv, tako Gavro Đelmiš prosveduje iz „političkih razloga protiv osobe popa Budanovića“ i ne drži kandidata dostojnim za taj položaj. Na to je smesta reagovao dr Vranje Sudarević koji je pobijao navode prethodnika kao neistinite i pozvao prisutne da se izjasne o predlogu. Usledila je aklamacija, predlog je usvojen i o tome se obavaštava gradski senat. | Ker je bil mestni senat obveščen s strani pristojne cerkvene oblasti, ki jo za zdaj po podatkih, prejetih od pristojne strani, v čisto cerkvenih zadevah priznava tudi naša vlada, da je v naši največji župniji svete Terezije mesto župnika in voditelja iste župnije izpražnjeno, je naša dolžnost kot patronata, da se izognemo brezglavju, tj. brezvladju (anarhiji) v isti fari, prosimo pristojne cerkvene oblasti, da se temu brezvladju naredi konec. Po odstopu prejšnjega župnika vlada v isti župniji največji nered in da bi preprečili ta nered, je naša dolžnost, da kot patronat na naš predlog prosimo pristojne cerkvene oblasti, da za voditelja te župnije postavijo tega človeka, ki v celoti ustreza našim dolgoletnim željam in pristojnim cerkvenim oblastem, tako kot človek kot duhovnik. Zato predlagamo razširjenemu senatu za to službo Lajča Budanoviča, velikega domoljuba in vzornega duhovnika, da istega duhovnika priporoči in predlaga pristojnim cerkvenim oblastem v potrditev. Za tem je spregovoril še Blažko Rajić, ki je v imenu Bunjevcev podprl tak predlog. Sledili so vzkliki "živijo"; vse to pa je poslušal in spremljal sam Budanović. A bili so glasovi proti, zato je Gavro Đelmiš protestiral iz »političnih razlogov proti osebi duhovnika Budanovića«, ker se mu kandidat ni zdel vreden tega položaja. Na to se je nemudoma odzval dr. Vranje Sudarević, ki je navedbe svojega predhodnika zavrnil kot neresnične in prisotne pozval, naj se o predlogu izrečejo. Sledila je aklamacija; predlog je bil sprejet, mestni senat pa o tem obveščen. |

## Škof

### Škofovsko posvečenje v Subotici
10. februarja 1923 je bil imenovan za apostolskega upravitelja ’’jugoslovanskega dela Bačke’’ s sedežem v Subotici.
Štiri leta kasneje, 28. februarja 1927, je bil imenovan za naslovnega škofa cisamskega. 1. maja 1927 pa je v Cerkvi sv. Terezije Avilske v Subotici bil posvečen v škofa. Glavni posvečevalec je bil prvi nuncij v Jugoslaviji in naslovni škof Adane Pellegrinetti; soposvečevalca sta bila  zagrebški nadškof Bauer ter đakovski škof Akšamović. 

### Neutruden delavec
Imel je neverjetno delovno vztrajnost in redko pridnost: ne samo v cerkvenih zadevah, ampak tudi na področju javnega šolstva in pisateljevanja. Dal je pobudo za gradnjo številnih cerkva. Bil je skrben dušni pastir, ki mu je bilo veliko do nravnega in verskega življenja kristjanov ter do mladinske vsestranske vzgoje. Dal je pobudo za gradnjo semenišča Paulinuma v Subotici. 
1941 je nameraval v Subotici odpreti tudi malo semenišče v hrvaščini, a je izbruhnila Druga svetovna vojna, ko je bil na svojo (ne)srečo bil interniran v daljno Budimpešto, kjer so tamkajšnji dominikanci po sinovsko skrbeli zanj, da jih je hotel imeti tudi v Subotici. Tako mu je bilo prihranjeno povojno očitanje komunistov, da je sodeloval z zasedbenimi oblastmi – kot so morali to čutiti mnogi jugoslovanski škofje, ki so v najtežjem času vztrajali na svojem mestu med svojimi ljudmi. 
Glede hrvaškega preporoda je ubiral isto smer kot škof Antunović. Obudil je številne verske in narodno-kulturne ustanove in organizacije. Ustanovil je nadarbino za denarno podporo delovanja teh ustanov 26. junija 1933. Čeprav je bila ustanova s cerkvenopravnega vidika veljavna, ni bila možna civilna ureditev zaradi nasprotovanja liberalne jugoslovanske protikatoliške vlade, nato zaradi vojne in nasilnega prevzema oblasti od protiverskega komunizma. 14. januarja 1934 je ustanovil krovno organizacijo Subotiško matico (Subotička matica), ki je vključevala in povezovala druga društva (Katoliški krožek, Krožek samcev) z namenom ohranjanja in negovanja verske identitete Hrvatov Subotice in Bačke. 

### Dela
1. Turci idu ili izbori poslanički dolaze. Slike iz bunjevačke prošlosti.  Subotica 1896.
2. O društvu sv. krunice, što se zove Živa ružica.  Subotica 1898, 1924².
3. Slava Božja u molitvama i pismama. Kršćansko-katolički molitvenik ... Budapest (1902). #Svetootajstvo. Molitvenik za klanjanje prisvetom sakramentu... Újvidék (Novi Sad), (1903), 1904².
4. Šest nedilja u čast sv. Alojziju za mladež.  Novi Sad (1903, 1904², 1906³), Subotica 19264. #Mala Slava Božja u molitvama i pismama. Kršćansko-katolički molitvenik. Budimpešta 1907, Subotica 1932², 1936³, 19425, 19436 (priredio F. Vuković Durmiš).
5. Slava Božja u molitvama. Kršćansko-katolički molitvenik. Budapest 1908.
6. Velika Slava Božja u molitvama i pismama. Kršćansko-katolički molitvenik. Budapest (s. a.).
7. Pravilnik i poslovnik za rimokatoličke crkvene općine. Subotica (1923).
8. Veliko jubilejsko proštenje god. 1926. Subotica 1926.
9. Bog. Čitaj pa misli. Subotica 1927
10. Krizmanje ili dolazak Duha Svetoga. Nauka i molitva o svetoj potvrdi. Subotica 1927.
11. Sv. ispovijed i pričest. Subotica 1927.
12. Budite svijesni katolici. Subotica 1928.
13. O ženidbi. Pouka (suautor B. Rajić). Subotica 1928.
14. Jubilarno hodočašće u Rim. Prigodom 50. godišnjice misništva sv. Oca Pape Pija XI. Subotica 1929.
15. Codex statutorum synodi primae Baciensis complectens statuta in plenari sessione synodali die 30. junii 1936. Suboticae 1937.
16. Katolička akcija na području Bačke biskupije. Subotica 1938. [16]

### Spisi o njem in njegovem delu
1. I. Kujundžić (Krešimir Bunić): Prilog kulturnoj povijesti bunjevačko-šokačkih Hrvata. Subotica 1946.
2. B. Hajduk Vojnić: Katalog knjiga Gradske biblioteke u Subotici. Bunjevačko šokački pisci.  Subotica 1951.[17]